# Agustín Andreu Rodrigo
Agustín Andreu Rodrigo (Paterna, 30 de setembre de 1928) és un filòsof i teòleg valencià.
Estudià Humanitats, Filosofia i Teologia en el Seminari de València, i es doctorà en teologia oriental antiga (Helenisme) en el Pontificio Istituto Orientale de Roma. Va ser professor en la facultat de teologia de València entre el 1956 i el 1976, durant els anys vuitanta va treballar en l'Institut de Filosofia del CSIC, i posteriorment dirigí l'Aula Atenea d'Humanitats (Cátedra Leibniz) de la Universitat Politècnica de València. Fou també director de la Institució Valenciana d'Estudis i Investigació des del 1995 fins a la dissolució d'aquesta el 1997. Especialitzat en l'obra de Leibniz, de qui ha traduït al castellà els escrits reunits en tres toms sota el títol Methodus Vitæ, ha estat també estudiós i traductor d'autors del que ell denomina «l'altra il·lustració», entre els quals Erik Peterson, Böhme, Lessing i Shaftesbury, quan eren encara poc coneguts en espanyol. És president honorari de la Sociedad Española Leibniz fundada per Quintín Racionero.

## Obres
- Qué es ser cura hoy. Alcoi: Marfil, 1968.
- Loyola y Vives, València: Pre-Textos, 1995.
- Ilustración e Ilustraciones, Universitat Politècnica de València, 1997.
- Shaftesbury, crisis de la civilización puritana, València: UPV, 1998.
- Methodus Vitæ (escritos de Leibniz), naturaleza o fuerza. València: UPV, 1999.
- Methodus Vitæ, individuo o mónada. València: UPV, 2000.
- Methodus Vitæ, ética o política. València: UPV, 2001.
- Sideraciones, València: UPV, 2001.
- Cartas de la Pièce (correspondència amb María Zambrano). València: Pre-Textos, 2002.
- Sideraciones, 2. València: Pre-Textos, 2003.
- Sideraciones, 3. València: Pre-Textos, 2003.
- El cristianismo metafísico de Antonio Machado. València: Pre-Textos, 2004.
- Ilustración y religión. Conferència en la Reial Societat Econòmica d'Amics del País. València, 30 d'octubre de 2006.
- María Zambrano, el Dios de su alma. Granada: Comares, 2007.
- Novísimas Sideraciones. València: Institució Alfons el Magnànim, 2007,
- El logos alejandrino. Madrid: Siruela, 2009.
- Sideraciones del atardecer. Madrid: Plaza y Valdés, 2010.
- Del misterio del hombre. Contemplaciones leibnizianas. Granada: Comares, 2013.